# Юфанов, Николай Иванович
Николай Иванович Юфанов (род. 6 октября 1946) — советский хоккеист, нападающий.

## Биография
Воспитанник московского «Спартака». Начинал играть в командах 2 группы класса «А» «Дизелист» Пенза (1965/66 — 1967/68) и СКА Калинин (1968/69 — 1969/70). Три сезона провёл в командах высшей лиги «Крылья Советов» (1970/71 — 1971/72) и «Торпедо» Горький (1972/73). Завершал карьеру в команде второй лиги «Апатитстрой» Апатиты (1973/74 — 1977/78).